# 寿安公主 (李悟之女)
寿安公主（810年代—870年代），唐朝公主，姓李氏，生卒不详。她是唐宪宗的孙女，绛王李悟的女儿（《旧五代史·王镕传》作唐文宗女，《唐会要》则将其列为唐宪宗之女且注明“本琛王女”），母崔氏。
827年，在短暂被拥立为帝后，父亲李悟被拥立唐文宗的宦官杀害。开成二年（837年），唐文宗李昂下诏，将寿安公主嫁给成德军节度使王元逵。王元逵派遣段氏姑到长安纳聘礼。段氏进献食二千盘，还有御衣战马、公主妆奁及私白身女口等，其从者如云，朝野以之为荣。母亲崔氏在咸通六年（865年）逝世后，因公主的缘故追赠魏国夫人。
李商隐作《寿安公主出降》讥讽，认为不该和藩镇采取这种和亲政策：

沩水闻贞媛，常山索锐师。
昔忧迷帝力，今分送王姬。
事等和强虏，恩殊睦本枝。
四郊多垒在，此礼恐无时。

唐懿宗咸通年间，寿安公主薨，谥章惠长公主。她的两个儿子都在她生前去世，其时成德节度使为其孙王景崇，可见其薨年不早于咸通七年（866年）。